# Фадхілі – Васіт
Фадхілі – Васіт – трубопровід, що є частиною інфраструктури газопереробного заводу Фадхілі, який діє на сході Саудівської Аравії.
В 2019 році почалось введення в дію ГПЗ Фадхілі, для видачі товарного газу з якого призначені трубопроводи Фадхілі – PS-1 та Фадхілі – Васіт. В останньому випадку проклали трубопровід довжиною 34 км та діаметром 1400 мм, що носить назву FDKG-1 (Fadhili Khursaniyah Gas-1) та в районі ГПЗ Васіт сполучається з трубопроводами Хурсанія – Беррі та Васіт – Беррі.